# دانتي بينديتي
دانتي بينديتي (بالإنجليزية: Dante Benedetti)‏ هو لاعب كرة قاعدة أمريكي، ولد في 16 مايو 1919، وتوفي في 16 نوفمبر 2005.